# البطحاء (الطفة)

تعديل مصدري - تعديل

البطحاء هي إحدى قرى عزلة ال هياش بمديرية الطفة التابعة لمحافظة البيضاء، بلغ تعداد سكانها 90 نسمة حسب تعداد اليمن لعام 2004.